# Wilco
Wilco — американський гурт, що виконує альтернативний рок, створений у Чикаго, штат Іллінойс. Колектив було сформовано у 1994 році учасниками альт-кантрі-гурту Uncle Tupelo після того, як його залишив фронтмен Джей Фаррар. Склад Wilco часто змінювався: постійними учасниками гурту є вокаліст Джефф Твіді та басист Джон Стірратт. Окрім них, з 2004 року до складу гурту входять гітарист Нельс Кляйн, мультиінструменталісти Пет Сенсон і Мікаель Йоргенсен, та ударник Гленн Котч. Наразі Wilco випустили тринадцять студійних альбомів, подвійний концертний альбом і чотири спільні альбоми: три з Біллі Бреґґом та один з The Minus 5.
На музику Wilco вплинули різні виконавці, серед яких Білл Фей та гурт Television. На дебютному альбомі A.M. гурт продовжив грати притаманне Uncle Tupelo альт-кантрі, але з того часу у їхньої музики з'явилося більш експериментальне звучання, яке поєднує у собі альтернативний рок та класичний поп. Музичний стиль Wilco змінився з кантрі-року 90-х до сучасного інді-року.
Wilco привернули увагу ЗМІ після виходу їхнього четвертого альбому, Yankee Hotel Foxtrot (2002), та викликаній ним суперечці. Після запису альбому, Reprise Records відмовилися видавати альбом та розірвали контракт з Wilco, віддавши гуртові права на запис. Після того, як Foxtrot з'явився на вебсайті гурту, Wilco продали альбом Nonesuch Records. Станом на сьогодні Yankee Hotel Foxtrot — найуспішніший альбом Wilco, проданий тиражем у 670,000 копій. Колектив завоював дві нагороди Греммі за свій п'ятий студійний альбом, A Ghost Is Born (2004), у тому числі за найкращий альтернативний музичний альбом. Останній на цей час альбом Wilco, Cousin, було видано 29 вересня 2023 року.

## Склад гурту
Теперішні учасники:
- Джефф Твіді — основний вокал, основна, акустична та ритм-гітари, бас, гармоніка (з 1994 року)
- Джон Стірратт — бас, бек-вокал (з 1994 року)
- Гленн Котч — ударні, перкусія (з 2000 року)
- Мікаель Йоргенсен — клавішні, синтезатори, ефекти, піаніно, орган (з 2002 року)
- Нельс Кляйн — основна гітара, леп-стіл (з 2004 року)
- Патрік Сенсон — клавішні, основна та ритм-гітари, бек-вокал, синтезатори, маракаси, бубон (з 2004 року)

Колишні учасники:
- Кен Кумер — ударні, перкусія (1994—2000)
- Макс Джонстон — до́бро, фіддл, банджо, мандоліна, бек-вокал (1994—1996)
- Брайан Геннеман — основна гітара (1994—1995)
- Джей Беннетт — основна та ритм-гітари, клавішні, бек-вокал (1995—2001)
- Боб Іґан — педал-стіл, слайд-гітара (1995—1998)
- Лерой Бах — ритм-гітара, клавішні, бек-вокал (1998—2004)

## Дискографія
- A.M. (28 березня 1995 року)
- Being There (29 жовтня 1996 року)
- Summerteeth (9 березня 1999 року)
- Yankee Hotel Foxtrot (23 квітня 2002 року)
- A Ghost Is Born (22 червня 2004 року)
- Sky Blue Sky (15 травня 2007 року)
- Wilco (The Album) (30 червня 2009 року)
- The Whole Love (27 вересня 2011 року)
- Star Wars (16 липня 2015 року)
- Schmilco (9 вересня 2016 року)
- Ode to Joy[en] (4 жовтня 2019 року)
- Cruel Country (27 травня 2022 року)
- Cousin (29 вересня 2023 року)